# Мовне гніздо
Мовне гніздо (мовні гнізда) — підхід до навчання мов, заснований на ідеї занурення в мову і спрямований в першу чергу на дітей дошкільного віку. Полягає в тому, що в освітніх установах все спілкування вихователів і обслуговчого персоналу з дітьми ведеться тільки рідною мовою; таким чином, дорослі носії мови беруть участь в освіті дітей з їх самого раннього віку, тим самим здійснюючи передачу мови між поколіннями.
Методика «мовних гнізд» застосовується в першу чергу для відродження (ревіталізації) мов. Як показала практика, дана методика найбільш ефективна в тих випадках, коли потрібно приймати термінові заходи щодо порятунку мов малих народів, особливо якщо спілкування всередині сімей відбувається вже не рідною мовою. Одна з проблем, пов'язана з цією методикою, полягає в тому, що для її використання потрібні висококваліфіковані фахівці — як педагоги, так і методисти.

## Історичні відомості
Основи методики були розроблені в кінці 1970-х років педагогами Нової Зеландії стосовно мови маорі в ході кампанії з відродження цієї мови; суть методики полягала в тому, щоб діти до 6 років перебували в маор. Kōhanga reo («мовному гнізді») — мовному середовищі маорі. Перше мовне гніздо було створено в 1982 році в Ваїнуїоматі (зараз це район міста Ловер-Хатт).
Після того, як методика показала свою ефективність в Новій Зеландії, на неї звернули увагу в різних країнах. На Гаваях вона була застосована до гавайської мови (кампанія з її відродження отримала назву Punana Leo, що означає «мовне гніздо» гавайською).
В Фінляндії цю методику почали з 1997 року застосовувати в Саамському регіоні в проекті зі збереження інарі-саамської та колтта-саамської мов.

## Сучасне використання методики
В даний час у Фінляндії в багатьох дитячих садках і школах Саамського регіону для вивчення саамських мов використовується система «мовних гнізд». Загальна ідея цієї системи полягає в тому, що і навчання, і спілкування дітей між собою і з викладачами проходять в умовах повного мовного занурення в досліджувану мову. У дошкільних установах саамського регіону, в яких застосовується ця система, діти говорять тільки саамською. В Інарі-саамських та колтта-саамських школах в нульових, перших і других класах школи освіта також ведеться тільки саамськими мовами, потім, поступово, деякі предмети починають викладати фінською мовою; в шостому класі число предметів фінською досягає приблизно половини від їх загальної кількості; однак, в цілому, з викладанням предметів цих мов є істотні труднощі, оскільки не вистачає викладачів і навчальних матеріалів. Північносаамська мова більш поширена в Фінляндії в порівнянні з інарі-саамською і колтта-саамською, тому викладання в школах з навчанням північносаамською зазвичай ведеться на ньому з нульового по дев'ятий клас майже з усіх предметів; є й гімназії (у які надходять учні після дев'ятого класу) з викладанням північносаамською.
На думку Анніки Пасанен, керівника програми «мовних гнізд» у Саамському регіоні Фінляндії, збереження і відродження мов національних меншин можливо лише в тому випадку, якщо ця методика буде застосовуватися як у дошкільних установах, так і в школах. Пасанен вважає, що ситуацію з саамськими мовами в Фінляндії можна називати досить хорошою, особливо в порівнянні з Росією, оскільки діти, навіть якщо у них немає можливості освоїти мову вдома, мають таку можливість в дитячому садочку, а потім у школі, при цьому, оскільки мова використовується для викладання, вона є саме мовою спілкування, а не тільки вивчення. У Росії, на думку Пасанен, ситуація істотно гірше, оскільки навчання мов, як саамська, так і іншим мовам національних меншин, або не ведеться зовсім, або ведеться як навчальний предмет з акцентом на вивчення граматики, тобто за традиційними неефективними методиками, в яких розмовним навичкам приділяється мало уваги і мова залишається лише об'єктом викладання, не стаючи засобом дії; діти ж можуть швидко і ефективно вивчити мову лише в тому випадку, коли це відбувається природним чином і коли їм це цікаво. Двох годин на тиждень, які відводяться на вивчення рідної мови у шкільних програмах в багатьох районах проживання національних меншин в Росії, для виживання фінно-угорських мов, на думку Пасанен, зовсім недостатньо, а низький статус рідної мови в школі, за її словами, є для дітей чітким сигналом, що «рідною мовою можна співати на концерті, але мовою освіти, цивілізації є російська мова».
У серпні 2009 року уряд Австралії оголосив про національну програму зі збереження мов корінних народів, засновану на принципі мовних гнізд.